# Campeonato europeo de hockey sobre patines masculino de 1971
El XXX Campeonato europeo de hockey sobre patines masculino de 1971 se celebró en Lisboa (Portugal) del 8 al 16 de mayo de 1971. Fue organizado por el Comité Europeo de Hockey sobre Patines. La selección de Portugal ganó su duodécimo título.

## Equipos participantes
|              |
| Alemania     |
| Bélgica      |
| España       |
| Francia      |
| Inglaterra   |
| Italia       |
| Países Bajos |
| Portugal     |
| Suiza        |

## Resultados
|              | Bandera de Suiza | Bandera de Inglaterra | Bandera de Italia | Bandera de Alemania | Bandera de Francia | Bandera de Portugal | Bandera de los Países Bajos | Bandera de España | Bandera de Bélgica |
| ------------ | ---------------- | --------------------- | ----------------- | ------------------- | ------------------ | ------------------- | --------------------------- | ----------------- | ------------------ |
| Suiza        |                  |                       |                   |                     |                    |                     |                             |                   |                    |
| Inglaterra   | 1-4              |                       |                   |                     |                    |                     |                             |                   |                    |
| Italia       | 5-3              | 4-3                   |                   |                     |                    |                     |                             |                   |                    |
| Alemania     | 9-0              | 4-2                   | 3-10              |                     |                    |                     |                             |                   |                    |
| Francia      | 7-4              | 9-8                   | 1-9               | 4-7                 |                    |                     |                             |                   |                    |
| Portugal     | 13-0             | 4-0                   | 6-1               | 3-4                 | 16-0               |                     |                             |                   |                    |
| Países Bajos | 11-2             | 4-3                   | 5-2               | 2-2                 | 1-2                | 2-12                |                             |                   |                    |
| España       | 11-0             | 10-3                  | 4-1               | 5-1                 | 10-1               | 2-4                 | 11-5                        |                   |                    |
| Bélgica      | 11-7             | 7-2                   | 5-6               | 4-3                 | 7-2                | 3-11                | 1-5                         | 0-5               |                    |

## Clasificación
| Equipo       | Pts | PJ | PG | PE | PP | GF | GC | DG  |
| ------------ | --- | -- | -- | -- | -- | -- | -- | --- |
| Portugal     | 14  | 8  | 7  | 0  | 1  | 69 | 12 | +57 |
| España       | 14  | 8  | 7  | 0  | 1  | 58 | 15 | +43 |
| Italia       | 10  | 8  | 5  | 0  | 3  | 38 | 30 | +8  |
| Alemania     | 9   | 8  | 4  | 1  | 3  | 33 | 30 | +3  |
| Países Bajos | 9   | 8  | 4  | 1  | 3  | 35 | 35 | 0   |
| Bélgica      | 8   | 8  | 4  | 0  | 4  | 38 | 41 | -3  |
| Francia      | 6   | 8  | 3  | 0  | 5  | 26 | 62 | -36 |
| Suiza        | 2   | 8  | 1  | 0  | 7  | 20 | 68 | -48 |
| Inglaterra   | 0   | 8  | 0  | 0  | 8  | 22 | 46 | -24 |